# Bahnstrecke Bläse kalkbrottet–Bläse hamnen
| Museumszug in Bläse                                                                                 |                     |                   |                   |
| Streckenlänge:                                                                                      | 2,2 km              |                   |                   |
| Spurweite:                                                                                          | 600 mm (Schmalspur) |                   |                   |
| |                     |                   |                   |
| \| \| 0,0 \| Bläse kalkbrottet \| Bläse kalkbrottet \| \| \| 2,2 \| Bläse hamnen \| Bläse hamnen \| |                     |                   |                   |
| Betriebs-/Güterbahnhof Streckenanfang (Strecke außer Betrieb)                                       | 0,0                 | Bläse kalkbrottet | Bläse kalkbrottet |
| Betriebs-/Güterbahnhof Streckenende (Strecke außer Betrieb)                                         | 2,2                 | Bläse hamnen      | Bläse hamnen      |

Die Bahnstrecke Bläse kalkbrottet–Bläse hamnen (Bläse Kalksteinbruch–Bläse Hafen) war eine 2,2 Kilometer lange schmalspurige Eisenbahnstrecke bei Kappelshamn auf der schwedischen Insel Gotland.

## Geschichte
Seit 1860 wurde im Steinbruch der Bläse Kalkbruk Kalkstein gebrochen und zu den Verbrennungsöfen am Hafen gebracht. Dort wurde der Kalk gebrannt, abgelöscht und als Grundlage für Mörtel wie auch der rohe gebrochene Stein selbst auf dem Seeweg verschickt. Ab dem Jahre 1893 waren drei Brennöfen in Betrieb, zu deren Versorgung dann 1893 die Bahnstrecke zwischen Steinbruch und Kalkfabrik bzw. dem Hafen gebaut wurde. Zuerst wurden die Wagen mit Pferden transportiert, aber bereits 1895 eine Dampflokomotive beschafft.
Die Kalkverbrennung wurde 1946 eingestellt. Bis 1954 wurde die Bahn für den Transport des gebrochenen Kalksteins direkt zum Hafen benutzt. Die Schienen lagen bis 1972, dann wurden sie abgebaut.
Die gesamte Anlage wurde im Jahre 1983 vom damaligen Besitzer Euroc an die Stiftung Stiftelsen Bläse Kalkbruk Industriminne übereignet. Daraus entstand die Museumsgesellschaft Bläse Kalkbruksmuseums intresseförening, die neben den Kalköfen auch die Eisenbahnstrecke in der Spurweite 600 mm wieder aufbaute. Seit 1991 ist die Museumseisenbahnstrecke in Betrieb.
Heute ist im Fahrzeugbestand unter anderem eine DEMAG-Diesellok der Baureihe ML 55 (B-dm, 2452/1939) vorhanden, die ursprünglich von der deutschen Wehrmacht in der Fabrikation für schweres Wasser im norwegischen Rjukan verwendet wurde und über das Kalkwerk Furillen im schwedischen Kema auf die Insel kam. 2002 stand auch eine Dampflok (B, Orenstein & Koppel 12900/1937) im noch existierenden Lokschuppen.

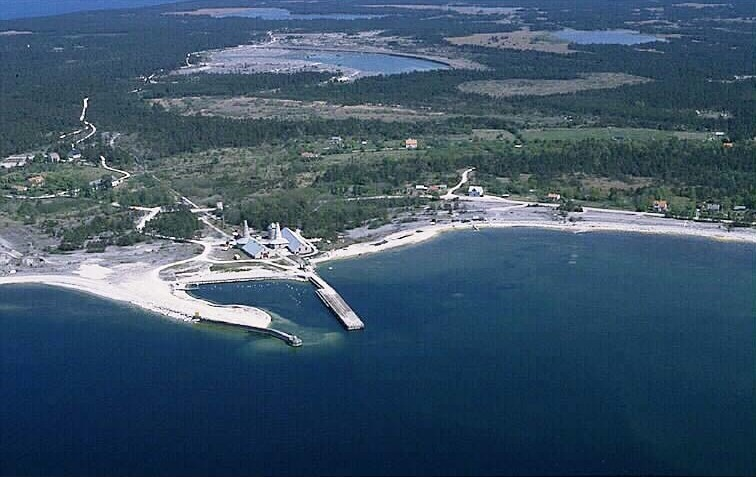
Bläse